# Serekunda
Serekunda er den største by i Gambia, beliggende vest for hovedstaden Banjul, tæt på landets atlanterhavskyst. Byen har et indbyggertal (pr. 2006) på cirka 336.000.